# Мейнерс-Оукс (Каліфорнія)
Мейнерс-Оукс (англ. Meiners Oaks) — переписна місцевість (CDP) в США, в окрузі Вентура штату Каліфорнія. Населення — 3911 особа (2020).

## Географія
Мейнерс-Оукс розташований за координатами 34°27′2″ пн. ш. 119°16′23″ зх. д. / 34.45056° пн. ш. 119.27306° зх. д. (34.450485, -119.273133).  За даними Бюро перепису населення США в 2010 році переписна місцевість мала площу 3,65 км², уся площа — суходіл.

## Демографія
Згідно з переписом 2010 року, у переписній місцевості мешкала 3571 особа в 1283 домогосподарствах у складі 866 родин. Густота населення становила 979 осіб/км².  Було 1396 помешкань (383/км²).
Расовий склад населення:
| - 78,1 % — білих - 1,6 % — корінних американців - 1,4 % — азіатів - 0,4 % — чорних або афроамериканців - 15,4 % — осіб інших рас |

До двох чи більше рас належало 3,1 %. Частка іспаномовних становила 29,9 % від усіх жителів.
За віковим діапазоном населення розподілялося таким чином: 23,8 % — особи молодші 18 років, 63,3 % — особи у віці 18—64 років, 12,9 % — особи у віці 65 років та старші. Медіана віку мешканця становила 40,2 року. На 100 осіб жіночої статі у переписній місцевості припадало 92,4 чоловіків;  на 100 жінок у віці від 18 років та старших — 91,4 чоловіків також старших 18 років.
Середній дохід на одне домашнє господарство  становив 81 151 долар США (медіана — 74 375), а середній дохід на одну сім'ю — 88 665 доларів (медіана — 85 377). Медіана доходів становила 28 354 долари для чоловіків та 34 110 доларів для жінок. За межею бідності перебувало 17,3 % осіб, у тому числі 36,3 % дітей у віці до 18 років та 9,5 % осіб у віці 65 років та старших.
Цивільне працевлаштоване населення становило 2060 осіб. Основні галузі зайнятості: освіта, охорона здоров'я та соціальна допомога — 27,4 %, науковці, спеціалісти, менеджери — 24,0 %, мистецтво, розваги та відпочинок — 17,6 %.